# クロスカントリールート
クロスカントリールート（英語: Cross Country Route）はイギリスの鉄道路線及び運行系統である。路線としてはヨーク（ヨーク）～ブリストル（ブリストル・テンプル・ミーズ）間を指すが、系統としてはかつてのミッドランド鉄道（→LMS→国有化）の運行路線と重なるイングランド南西端のコーンウォールからブリストル、バーミンガム、ダービー、シェフィールド、リーズ、イングランド北東部を経由してスコットランドまでを指す。イギリス最長の旅客列車（アバディーン発ペンザンス行・13時間23分・1256km）はクロスカントリールートの列車である。なお、夏季にはニューキーなどの沿海部の街への臨時列車が運行される。
バーミンガム～ウェイクフィールド間とリーズ～ヨーク間の最高速度が200km/hであるため高速路線（英語: High-Speed Line）に分類されるが、バーミンガム～ブリストル間は遮断機が進入側にしかないもの（half barrier crossing）を含む多数の踏切が存在することから、ウェイクフィールド～リーズ間は曲線の多さから、最高速度が160km/hに制限されている。

## 歴史
バーミンガム～ブリストル間はグロスターを境にバーミンガム・アンド・グロスター鉄道とブリストル・アンド・グロスター鉄道によって建設され、バーミンガム・アンド・ブリストル鉄道に一旦統合されたのちに1846年にミッドランド鉄道の一部となっている。
バーミンガム以北はダービーまでがバーミンガム・アンド・ダービー・ジャンクション鉄道、リーズまでがノース・ミッドランド鉄道（以上2社＋他1社で1844年にミッドランド鉄道設立）、ヨークまでがヨーク・アンド・ノース・ミッドランド鉄道（→ノース・イースタン鉄道（1854年）→LNER→国有化）によって建設された。
1948年から1990年までの国鉄時代には、クロスカントリールートは6つのリージョンにまたがっていたが、ダイヤ上の優先順位はどのリージョンにおいても低く、宣伝もされなかったため乗客数は決して多くなかった。
1958年4月14日からダービー～ノッティンガム間の普通列車が客車から気動車に変更され、2都市間の所要時間が約34分になった。
1990年代には多くの列車はインターシティ部門によって運行されており、1997年の民営化ではヴァージン・クロスカントリーがこれらを引き継いだ。車両は民営化当初は47形機関車牽引のマーク2客車とインターシティ125であったが、2000年代前半に220形・221形に置き換えられた。
M5、M6、M1などの高速道路に押され、貨物輸送の需要は以前と比べると減少している。

### 全線電化計画
1960年代ごろからクロスカントリールートは電化の対象として検討され始めており、1980年代前半に改めて検討が行われるとともにいくつかの提案が1981年に表面化している。初期のディーゼル機関車が非力であったことから、電化はイギリスの本線級路線で最も急な勾配であるチェルトナム～バーミンガム間のリッキー・インクライン（英語版）において特に大きな効果を発揮するとされた。1977年のイギリス議会国有産業特別委員会の電化区間拡大勧告に対して国鉄が提示した案のひとつでは、クロスカントリールートを2000年までに電化することが記されていたが、政府によって実施に移されることはなかった。

## 路線

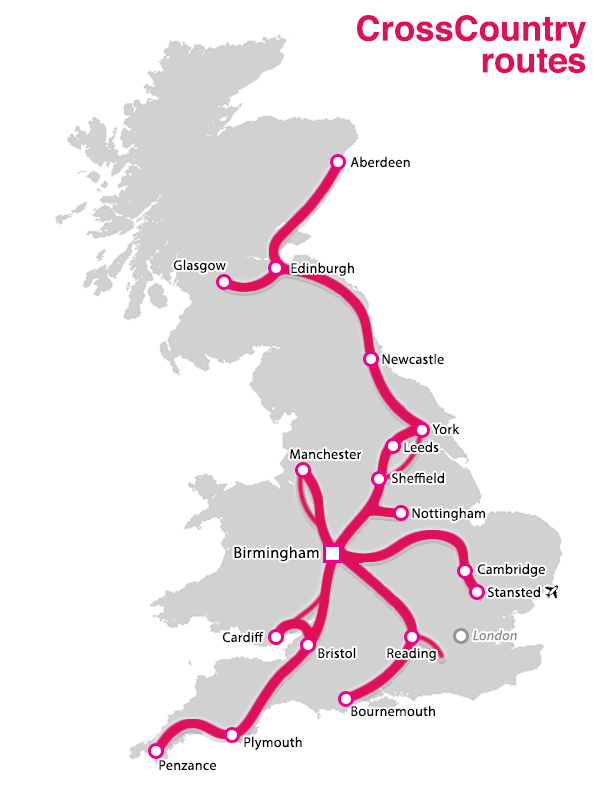
クロスカントリーネットワークこのうちブリストル～ヨーク間が路線としてのクロスカントリールート

路線としてのクロスカントリールートはブリストル～ヨーク間のみを指すが、この区間においてもサウス・ウェールズ本線、ミッドランド本線、スウィンドン～ドンカスター線、イースト・コースト本線の線路をも走行する。
この区間における主な都市は以下の通り。
- ブリストル
- チェルトナム
- バーミンガム
- タムワース
- ダービー
- シェフィールド
- リーズ
- ヨーク

0マイルポスト
クロスカントリールートの前身のひとつであるダービー～ブリストル線の起点は開業時からダービーであり、現在も路線の0マイルポストはダービーにおかれている。このため、すべての列車はダービーを境に上り列車から下り列車になる。

### 電化
基本的に非電化ではあるが、ブロムスグローブ（英語版・街）からリッキー・インクラインを経てバーミンガム・ニューストリートから約1kmのグランド・ジャンクション（英語版）までの区間やリーズ周辺、ヨーク周辺（イースト・コースト本線）など一部の区間は交流25000Vで電化されている。
今後はノース・トランスペナイン（トランスペナイン・エクスプレスの系統・リヴァプール・ライム・ストリート～マンチェスター・ピカデリー～ヨーク～）の電車化に伴い、リーズ～ヨーク間が2022年までに電化される予定であるほか、グレート・ウェスタン本線近代化計画（英語版）の一環としてウェスターライ・ジャンクション（英語版）～ブリストル・テンプル・ミーズ間が電化されることになっている。
また、2014年にはダービー～シェフィールド間がミッドランド本線近代化の一環として電化されると発表されたが、2017年7月に電化計画は大幅縮小された。

## 列車
クロスカントリールートの長距離列車の大半は220形「ヴォイジャー」・221形「スーパー・ヴォイジャー」によって運行されており、一部はインターシティ125が使用されている。これらは200km/hでの走行が可能であり、以前の47形機関車牽引マーク2客車（最高速度150km/h）から格段に高速化されている。